# 1972-es Giro d’Italia
Az 1972-es Giro d’Italia volt az 55. olasz kerékpáros körverseny. Május 21-én kezdődött és június 11-én ért véget. Végső győztes a belga Eddy Merckx lett.

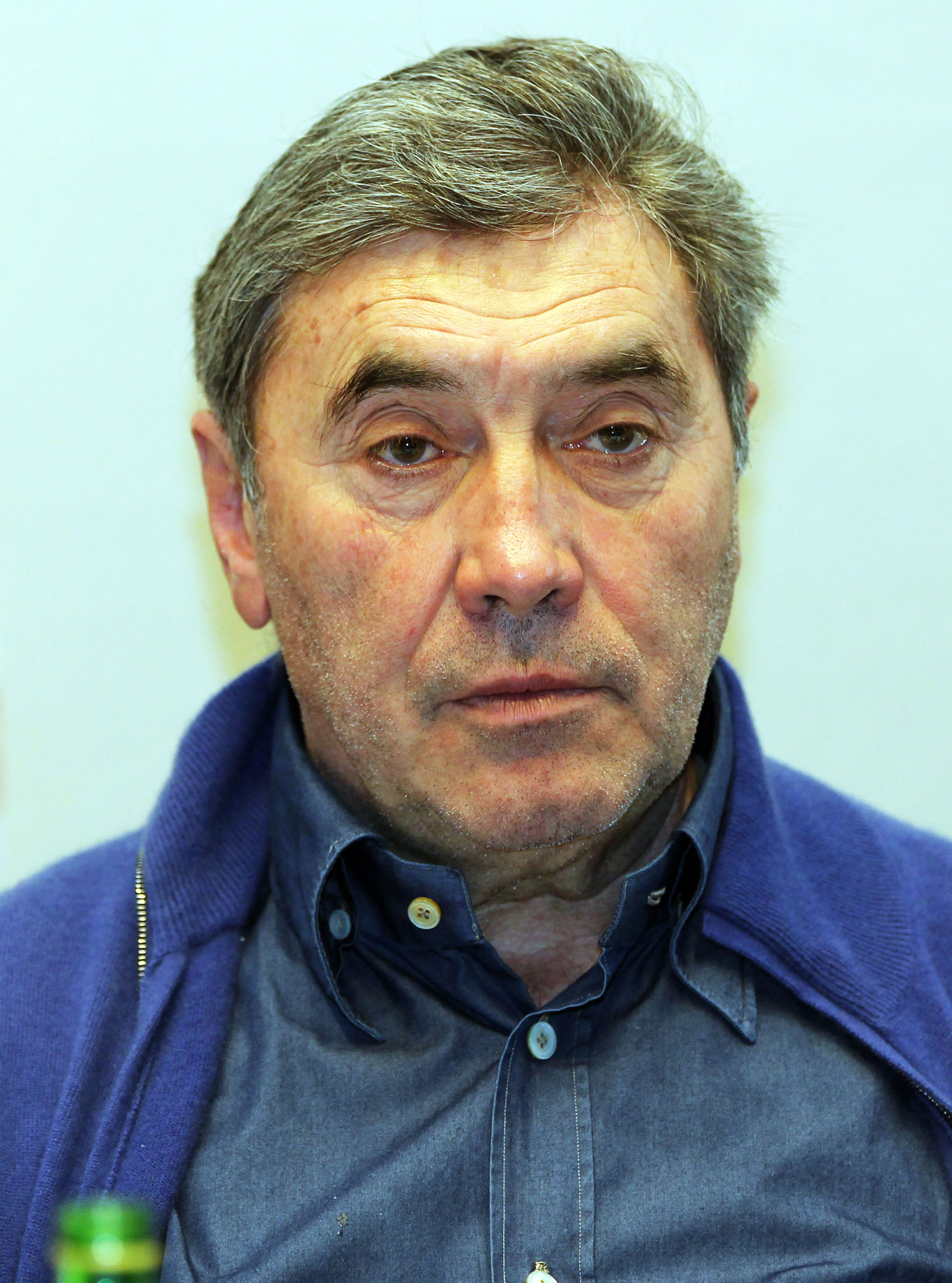
Eddy Merckx 2012-ben

## Végeredmény
|    | Versenyző                | Idő            |
| -- | ------------------------ | -------------- |
| 1  | Eddy Merckx              | 103 óra 04' 04 |
| 2  | José Manuel Fuente       | + 5' 30        |
| 3  | Francisco Galdos Gauna   | + 10' 39       |
| 4  | Vicente López Carril     | + 11' 17       |
| 5  | Wladimiro Panizza        | + 13' 00       |
| 6  | Gösta Pettersson         | + 13' 09       |
| 7  | Roger De Vlaeminck       | + 13' 52       |
| 8  | Felice Gimondi           | + 14' 05       |
| 9  | Miguel Maria Lasa Urquia | +14' 19        |
| 10 | Santiago Lazcano Labaca  | + 17' 42       |